# Unisport-Auto Chisinau
Maillots
Le Unisport-Auto Chisinau était un club moldave de football. Le club était basé à Chișinău.

## Historique
- 1996 - FC Unisport Chisinau
- 1999 - Nistru-Unisport Chisinau
- 2000 - FC Unisport Chisinau
- 2002 - FC Unisport-Auto Chisinau
- 2005 - Dissolution du club